# Beatrix von Baden

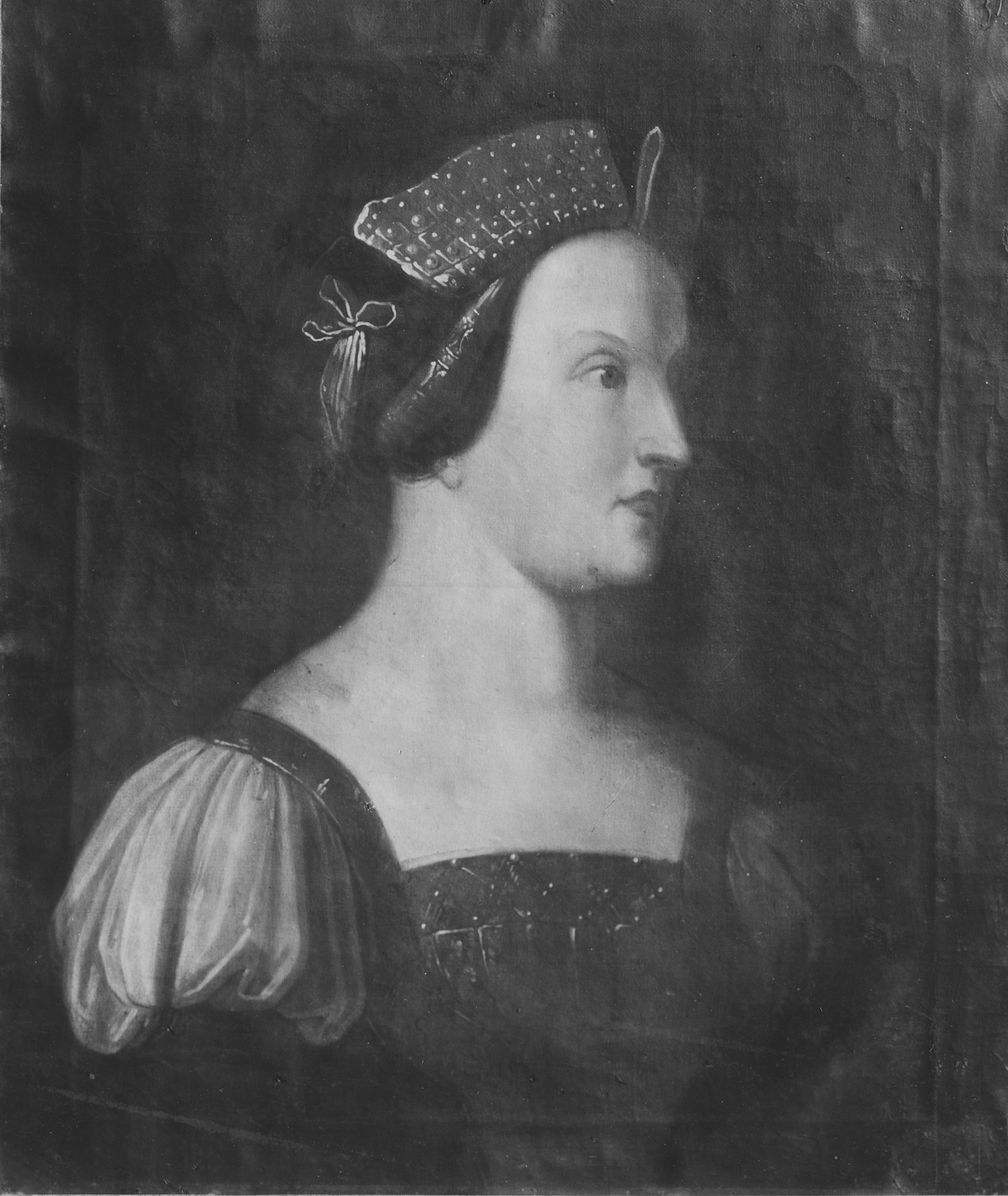
Beatrix von Baden.

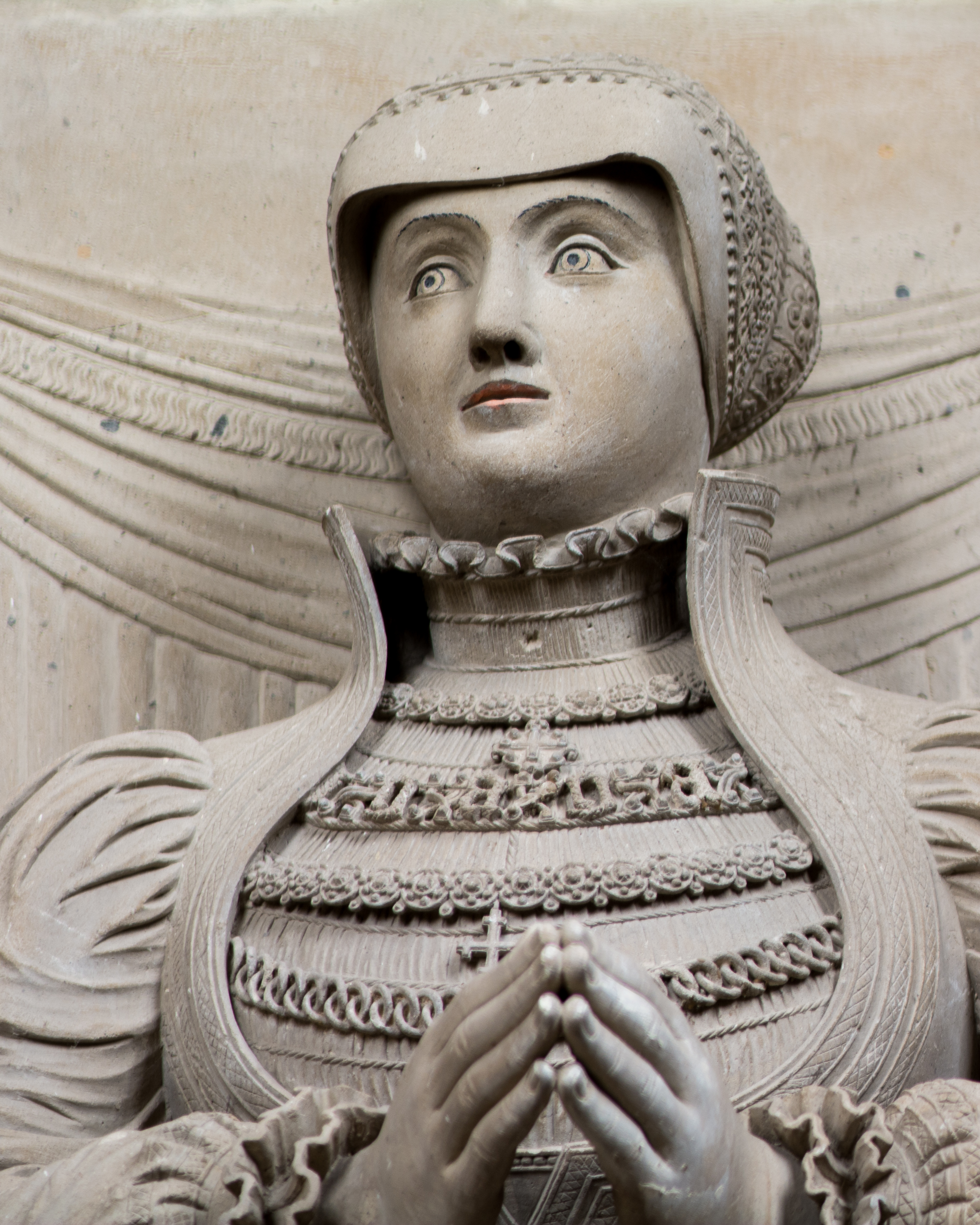
Detail des Grabdenkmals von Beatrix und Johann II. in der Stephanskirche Simmern

Beatrix von Baden (* 22. Januar 1492; † 4. April 1535) war eine markgräflich-badische Prinzessin und durch Ehe Pfalzgräfin von Simmern.
Sie war eine Tochter des Markgrafen Christoph I. von Baden und der Ottilie von Katzenelnbogen.
1508 heiratete sie den Pfalzgrafen Johann II. von Simmern (* 21. März 1492; † 18. Mai 1557). Mit ihm hatte sie zwölf Kinder:
- Katharina (1510–1572), Äbtissin im Kloster Kumbd
- Johanna (1512–1581), Äbtissin im Kloster Marienberg in Boppard
- Ottilia (1513–1553), Nonne in Marienberg in Boppard
- Friedrich III., der Fromme (1515–1576), Kurfürst von der Pfalz

⚭ 1. 1537 Prinzessin Marie von Brandenburg-Kulmbach (1519–1567)
⚭ 2. 1569 Gräfin Amalia von Neuenahr (1539–1602)
- Brigitta (1516–1562), Äbtissin in Neuburg an der Donau
- Georg (1518–1569), Pfalzgraf von Simmern-Sponheim

⚭ 1541 Prinzessin Elisabeth von Hessen (1503–1563)
- Elisabeth (1520–1564)

⚭ 1535 Graf Georg II. von Erbach (1506–1569)
- Reichard (1521–1598), Pfalzgraf von Simmern-Sponheim

⚭ 1. 1569 Gräfin Juliane zu Wied (1545–1575)
⚭ 2. 1578 Gräfin Emilie von Württemberg (1550–1589)
⚭ 3. 1589 Pfalzgräfin Anna Margarete von Veldenz (1571–1621)
- Maria (1524–1576), Nonne in Marienberg bei Boppard
- Wilhelm (1526–1527)
- Sabine (1528–1578)

⚭ 1544 Graf Lamoral von Egmond (1522–1568)
- Helene (1532–1579)

⚭ 1551 Graf Philipp III. von Hanau-Münzenberg (1526–1561)
| Personendaten    | Personendaten                                                       |
| ---------------- | ------------------------------------------------------------------- |
| NAME             | Beatrix von Baden                                                   |
| KURZBESCHREIBUNG | markgräflich-badische Prinzessin, durch Ehe Pfalzgräfin von Simmern |
| GEBURTSDATUM     | 22. Januar 1492                                                     |
| STERBEDATUM      | 4. April 1535                                                       |